# Komedia rybałtowska
Komedia rybałtowska (rybałt - określenie pierwotnie nazywające parafialny personel pomocniczy) – jeden z gatunków literatury sowizdrzalskiej, a także jedna z odmian teatru ludowego doby staropolskiej. 
Komedia rybałtowska wywodzi się ze środowisk nauczycielskich szkół parafialnych. Pokazywała w krzywym zwierciadle życie pracowników parafii: księży, klechów (w znaczeniu: nauczycieli parafialnych), kantorów. Tekst zazwyczaj zaopatrzony był w didaskalia i inne wskazówki do wystawienia. Autorzy najczęściej pozostawali anonimowi. Początkowo miała wydźwięk satyryczny, później ewoluowała w kierunku buntu i kontestacji. Reprezentowała humor rubaszny, jarmarczny i farsowy. Z czasem wykształciły się dwie odmiany gatunku: albertusy - czyli perypetie Albertusa (Wojciecha), niefortunnego wojaka, kościelnego sługi (np.:  Wyprawa plebańska z 1590 roku, Albertus z wojny - 1596) oraz komedia mięsopustna - karnawałowy dialog błazeński (np.: Dziewosłąb dworski 1620; Marancja 1620-22; Mięsopust 1622).
Komedie rybałtowskie wystawiano najprawdopodobniej w karczmach i miejscach publicznych, widownię stanowili ludzie ze środowisk zbliżonych do samych rybałtów (studenci, nauczyciele). Zjawisko to wygasło pod koniec XVII wieku z powodu przemian społecznych (zaniku warstwy wykształconych plebejuszy).